# جون تشارلز فيلدز
جون تشارلز فيلدز (بالإنجليزية: John Charles Fields)‏ (1863 – 1932) هو رياضياتي كندي، قام بتأسيس ميدالية فيلدز. ولد في هاميلتون. كان فيلدز عضوا في الجمعية الملكية، توفي فيلدز في تورونتو عام 1932.

## التعليم
تعلم في جامعة تورنتو، وجامعة جونز هوبكينز

## مناصب وهيئات
أدار جامعة تورنتو.

## جوائز
حصل على جوائز منها:
- زميل في الجمعية الملكية.